# Xã Fairgrove, Michigan
Xã Fairgrove (tiếng Anh: Fairgrove Township) là một xã thuộc quận Tuscola, tiểu bang Michigan, Hoa Kỳ. Năm 2010, dân số của xã này là 1.579 người.